# Salari de reserva
El salari de reserva és el salari més baix que un treballador està disposat a acceptar. El salari de reserva és igual al pendent de la corba d'indiferència en el punt en què s'ofereixen zero hores. Amb salaris de mercat inferiors al de reserva, l'individu decideix no participar en el mercat laboral. Quan el salari de reserva disminueix, la participació acostuma a augmentar.